# HD 24817
HD 24817，又名BD+05 564，SAO 111516、HR 1224，是一颗恒星，视星等为6.09，位于銀經183.49，銀緯-34.22，其B1900.0坐标为赤經3h 51m 42.3s，赤緯+5° -34.22′ 6″。